# Kara-Darja
Kara-Darja (kirgijski i ruski: Карадарья) doslovno prevedeno Crna rijeka (kara = crn + darja = rijeka), je rijeka u Kirgistanu duga 180 km, koja spajanjem s Narinom formira Sir-Darju.

## Zemljopisne karakteristike
Kara-Darja nastaje spajanjem rijeka Karakuljdža (Каракульджа) i Tar (Тар) koje izviru u Ferganskim i Alajskim planinama u Kirgistanu. Od formiranja teče prema sjeverozapadu, da se u Ferganskoj dolini spoji s Narinom i formira Sir-Darju.
Kara-Darja ima porječje veliko oko 30 100 km², koje se proteže preko velikog dijela južnog Kirgistana i manjim dijelom po istočnom Uzbekistanu. 
Kako je najveći vodostaj rijeke u lipnju, a ostali dio godine rapidno opadne, podignuta je brana 1973. u Ferganskoj dolini i formirano veliko Andižansko akumulacijsko jezero (Андижанское водохранилище) za navodnjavanje i opskrbu vodom u sušnim mjesecima.

## Vanjske poveznice
- Карадарья na portalu Большая советская энциклопедия[neaktivna poveznica] (rus.)